# Nomenclatura química
La nomenclatura química és el conjunt de normes per tal de generar els noms pels diferents compostos químics de forma sistemàtica. La nomenclatura química (del llatí nomenclatūra) és un conjunt de regles o fórmules que s'utilitzen per anomenar tots els elements i els compostos químics. Actualment la IUPAC (Unió Internacional de Química Pura i Aplicada, en anglès International Union of Pure and Applied Chemistry) és la màxima autoritat en matèria de nomenclatura química, la qual s'encarrega d'establir les regles corresponents; posteriorment, s'adapten a cada llengua. El conjunt de normes es pot trobar en dues publicacions, conegudes com a Blue Book i Red Book. En altres publicacions similars, es poden trobar els estàndards per a la utilització de símbols per quantitats físiques (Green Book) i definicions de paraules tècniques utilitzades en química (Gold Book). Atès que cada especialitat dins de l'àrea necessita una nomenclatura especifica, el catàleg de llibres publicats és extens.

## Història
La moderna Nomenclatura química té el seu origen en el Méthode de nomenclature chimique publicat en 1787 per Louis-Bernard Guyton de Morveau (1737-1816), Antoine Lavoisier (1743-1794), Claude Louis Berthollet (1748-1822) i Antoine-François de Fourcroy (1755-1809). Seguint propostes anteriors formulades per químics com Bergmann i Macquer, els autors francesos van adoptar com a criteri terminològic fonamental la composició química. Els elements van ser designats amb noms simples (encara que sense cap criteri comú) i únics, mentre que els noms dels compostos químics van ser establerts a partir dels noms dels seus elements constituents més una sèrie de sufixos. Aquesta terminologia es va aplicar inicialment tant a substàncies del regne mineral com del vegetal i animal, encara que en aquests últims casos plantejava molts problemes.
El desenvolupament de la química orgànica a partir dels anys trenta del segle xix va propiciar la creació de nous termes i formes de nomenar compostos que van ser discutits i organitzats al congrés de Ginebra de 1892, del que van sorgir moltes de les característiques de la terminologia de la química orgànica. L'altre moment decisiu en el desenvolupament de la terminologia química va ser la creació de la IUPAC (International Union of Pure and Applied Chemistry). La societat va sorgir a partir de l'Associació Internacional de Societats de Química que es va fundar a París en 1911 amb representants de societats nacionals de catorze països. D'aquesta associació van sorgir diversos grups de treball encarregats d'estudiar noves propostes de reforma de la nomenclatura química.
Després de la interrupció produïda per la Primera Guerra Mundial, una nova associació va tornar a crear-se en 1919, canviant el seu nom pel d'Unió Internacional de Química Pura i Aplicada (IUPAC). La guerra no només va suposar l'aparició d'una nova organització sinó també la sortida de les societats alemanyes, que havien estat un dels primers impulsors d'aquestes organitzacions internacionals de química. Malgrat això, la nova institució va créixer ràpidament fins a reunir en 1925 vint-i-vuit organitzacions nacionals de química, entre les quals es trobava l'espanyola. A més, figuraven químics representants de diverses revistes com Chemical Abstracts nord-americana, el Journal of the Chemical Society, de Gran Bretanya, i el Bulletin Signaletique de la Société Chimique de France. Posteriorment es van sumar els editors de la Gazzeta Chimica italiana, els de la suïssa Helvetica Chimica Acta i els del Recueil des Travaux Chimiques d'Holanda. Finalment, en 1930, es va produir l'entrada dels representants de les societats alemanyes, la qual cosa va permetre que s'integressin els representants del Beilstein Handbuch d'Alemanya, amb el que es va completar la representació de les principals revistes i dels dos repertoris de química més importants del moment. Tots ells, juntament amb els representants de les societats químiques, jugarien un paper decisiu en el desenvolupament de la terminologia química en els anys següents.

## Tipus de nomenclatura

### Química inorgànica
Aquest sistema de nomenclatura agrupa i nomena als compostos inorgànics, que són tots els compostos diferents dels orgànics. Actualment s'accepten tres sistemes o sub-sistemes de nomenclatura, aquests són: el sistema de nomenclatura estequiomètrica o sistemàtic, el sistema de nomenclatura funcional o clàssic o tradicional i el sistema de nomenclatura Stock. Aquests tres sistemes nomenen a gairebé tots els compostos inorgànics, sent la nomenclatura tradicional la més extensa, i té grans branques en el desenvolupament físic i alternatiu, i duu a terme diverses interpretacions de les funcions bàsiques de cada element.

#### Nomenclatura tradicional
Aquesta nomenclatura utilitza un codi de prefixos i sufixos per identificar la valència amb la qual actua algun dels elements que formen part del compost. Hi ha elements que poden actuar amb una, dues, tres, quatre o fins i tot més valències distintes. Amb aquesta nomenclatura es pot diferenciar elements que tinguin fins a quatre valències diferents. S'empra actualment en la nomenclatura d'àcids i de les sals derivades, i es correspon amb la nomenclatura de Lavoisier. Exemples: 
- H₂SO₄: àcid sulfúric
- NaNO₃: nitrat de sodi
- HCl: àcid clorhídric

#### Nomenclatura sistemàtica
La nomenclatura sistemàtica de la IUPAC utilitza un codi de prefixos numerals grecs (mono-, di-, tri-, tetra-, penta-, hexa-, hepta-, etc.) per a indicar la quantitat d'àtoms de cada element que hi ha en la fórmula d'un determinat compost. També hi ha els prefixos hemi (1/2) i sesqui (2/3). El prefix mono- es pot suprimir si no és necessari, per això la nomenclatura sistemàtica es denomina, també, nomenclatura de proporcions. S'empra especialment en els composts entre no-metalls. Exemples:
- CO₂: diòxid de carboni
- PCl₅: pentaclorur de fòsfor

#### Nomenclatura de Stock
Segons aquesta nomenclatura, els òxids s'anomenen amb la paraula "òxid", seguida del nom del metall (o no-metall) i a continuació el nombre d'oxidacions expressat en xifres romanes entre parèntesis. S'empra amb les sals, els òxids i els hidròxids. Per exemple: CuCl₂: clorur de coure (II); o Fe(OH)₃: hidròxid de ferro (III).

### Sistema de nomenclatura per a compostos orgànics
Aquest sistema de nomenclatura conté les regles i normes per nomenar als compostos orgànics, molècules compostes essencialment per carboni i hidrogen enllaçats amb elements com l'oxigen, bor, nitrogen, sofre i alguns halògens. Aquest sistema agrupa a la gran família dels hidrocarburs.

## Funció química
Es diu funció química al conjunt de propietats comunes que caracteritzen a una sèrie de substàncies, permetent així diferenciar-les de les altres. Aquest tipus de substàncies tenen un comportament propi i específic en els processos químics. Per exemple:

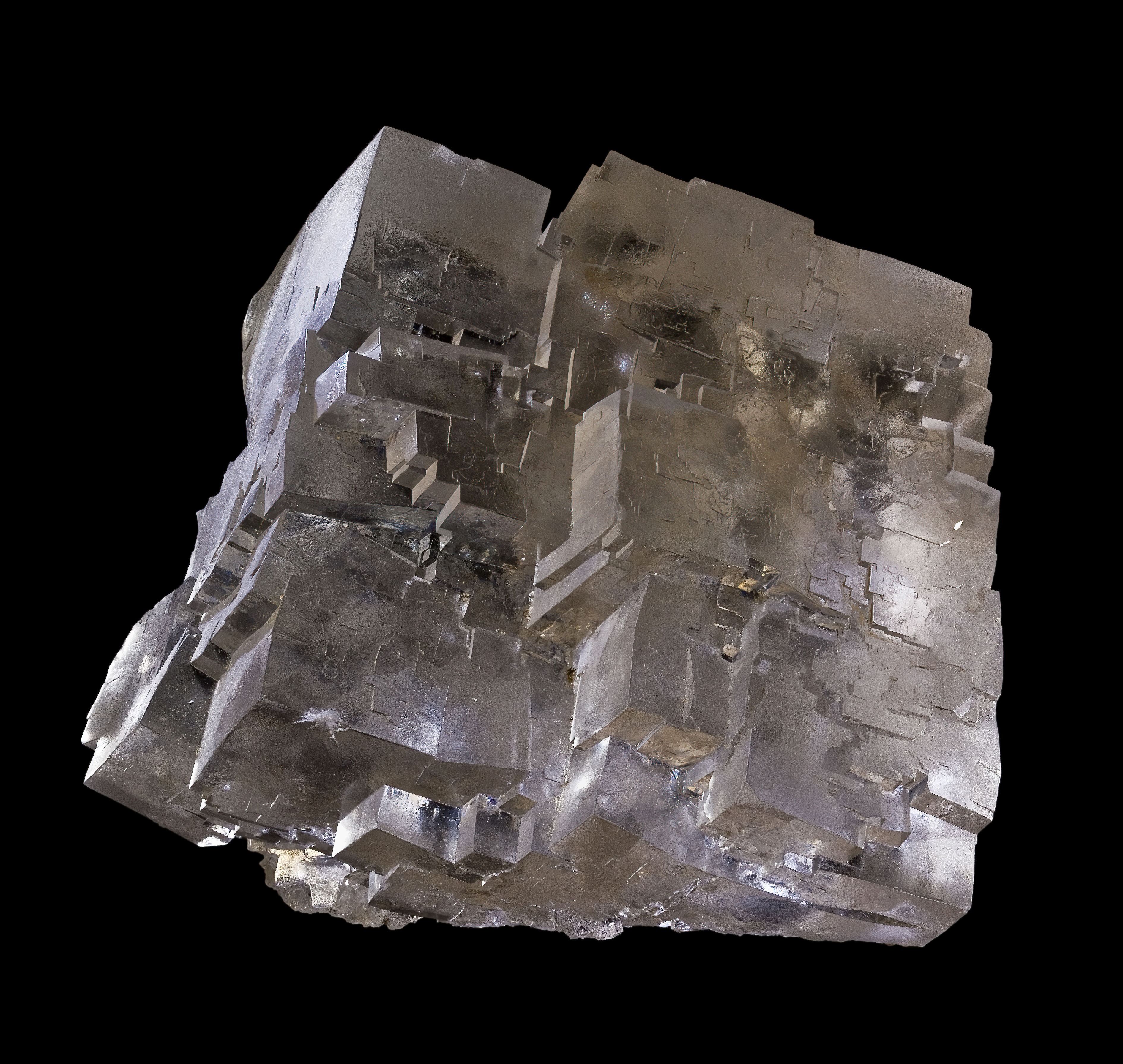
Cristall de sal

- Òxids
- Àcids

- Sals
- Hidròxids

Vegeu també: Propietats químiques.

### Grup funcional
Article principal: Grup funcional
En química orgànica les substàncies que pertanyen a una funció química determinada posseeixen en les seves molècules un àtom o grup d'àtoms de constitució anàloga que les caracteritzen. Per exemple, qualsevol alcohol és identificable pel seu grup funcional OH (oxidril) i el seu comportament químic és característic.